# Se min kjole (sang)
 For alternative betydninger, se Se min kjole. (Se også artikler, som begynder med Se min kjole)
Se min kjole  er en  klassisk børnesang. Den  lærer børnene om alle de mange forskellige farver der findes, og hvor i naturen vi kan se og finde dem. Tekst og melodi er skrevet af Gunnar Nyborg Jensen.